# ماك كارا
ماك كارا (بالإنجليزية: Mac Cara)‏ هو لاعب كرة قدم أمريكية أمريكي، ولد في 11 نوفمبر 1914 في ريدجو كالابريا في إيطاليا، وتوفي في 16 أبريل 1993 في جفرسون في الولايات المتحدة.